# Anáhuac, Jáltipan
Anáhuac är en ort i Mexiko.   Den ligger i kommunen Jáltipan och delstaten Veracruz, i den sydöstra delen av landet, 500 km öster om huvudstaden Mexico City. Anáhuac ligger 36 meter över havet och antalet invånare är 105.
Terrängen runt Anáhuac är platt. Runt Anáhuac är det ganska tätbefolkat, med 179 invånare per kvadratkilometer. Närmaste större samhälle är Acayucan, 17,2 km väster om Anáhuac. Omgivningarna runt Anáhuac är en mosaik av jordbruksmark och naturlig växtlighet.